# 久賀道郎
久賀 道郎（くが みちお、1928年 - 1990年2月13日）は、日本出身の数学者である。
1961年に東京大学で博士号を取得した。
久賀の研究は、ピエール・ルネ・ドリーニュによるヴェイユ予想の証明(Deligne 1974)から部分的に続くラマヌジャン予想の証明につながった。
1966年、彼は久賀ファイバー多様体を導入した。

## 著書
- 『ガロアの夢―群論と微分方程式』日本評論社、1978年、再版2008年ほか

ちくま学芸文庫、2023年。ISBN 978-4-480-51223-9
ガロア理論の観点から被覆空間やフックス型微分方程式などのトピックを考察した、学部学生のための群論と微分方程式に関する一連の講義である。
- 『ドクトル・クーガーの数学講座』全2巻、日本評論社、1992年。遺稿集